# Elkan Blout
Elkan Rogers Blout (* 2. Juli 1919 in Manhattan, New York City; † 20. Dezember 2006 in Boston, Massachusetts) war ein US-amerikanischer Biochemiker.

## Leben
Blout war der Sohn eines Vertreters und die Familie litt finanziell unter der Großen Depression. Er machte mit 14 Jahren seinen Schulabschluss, konnte aus Altersgründen danach aber nicht studieren und besuchte ein Jahr die Phillips Exeter Academy, was Verwandte finanzierten. Er war einer der wenigen Juden, die 1935 an der Princeton University zugelassen wurden, wozu er ein Stipendium erhielt. Er machte seinen Bachelor-Abschluss 1939 und wurde 1942 an der Columbia University bei Robert Elderfield in Chemie promoviert. Als Post-Doktorand forschte er bei Robert B. Woodward in Harvard, mit dem er sich befreundete. Ab 1943 war er bei der Polaroid Company, deren Vizepräsident und Forschungsdirektor er 1958 wurde. Daneben forschte er am Children’s Hospital in Boston auf dem Gebiet der Tumorbiologie. 1959 beschloss er, ganz in die medizinische Forschung der Harvard Medical School zu wechseln, an der er seit 1957 forschte und an der er 1962 Professor für biologische Chemie und 1964 Edward S. Harkness Professor wurde. Später war er Dekan an der Harvard School of Public Health. 1990 wurde er emeritiert und war danach wissenschaftlicher Berater der Food and Drug Administration (FDA).
Blout spielte bei Polaroid eine führende Rolle in der Entwicklung der Sofortbildfotografie. 1948 kam die Schwarz-Weiß-Version auf den Markt und die Entwicklung der Farbversion war 1954 praktisch abgeschlossen (hatte aber erst ab 1960 Marktreife), so dass Blout auf Kredit für 25.000 Dollar Polaroid-Aktien kaufte und für sich und andere Wissenschaftler Aktienoptionen durchsetzte. Angeregt durch die theoretischen Arbeiten von Linus Pauling befasste er sich später mit Synthese von Polypeptiden von hoher molarer Masse, um damit die Proteinkonformation (Zusammenhang zwischen Struktur und Aminosäuresequenz) zu erforschen. Er begann damit Mitte der 1950er Jahre in Zusammenarbeit mit Paul M. Doty, wobei sie N-Carboxy-Anhydride von Aminosäuren als Bausteine benutzten. Dabei benutzte er spektroskopische Methoden zu optischer Aktivität, um Helix-Bildungen nachzuweisen (Cotton-Effekt).
Er war 1969 Mitglied der National Academy of Sciences, deren Schatzmeister er lange Zeit war, und erhielt 1990 die National Medal of Science. Er war ab 1955 Mitglied der American Academy of Arts and Sciences und Fellow der American Association for the Advancement of Science. 1976 wurde er Ehrendoktor der Loyola University und erhielt den Ralph F. Hirschmann Award in Peptide Chemistry und er erhielt den John Phillips Award der Phillips Exeter Academy. Er war Mitglied der Russischen Akademie der Wissenschaften.
Er war einer der Gründer der Zeitschrift Biopolymers.
1939 heiratete er Joan Dreyfus, von der er 1984 geschieden wurde und mit der er drei Kinder hatte. 1984 heiratete er Gail Ferris und sie adoptierten ein Waisenkind aus Kasachstan.